# Wilhelm Zehle
Wilhelm Zehle (* 23. Januar 1876 in Preußen (genauer Geburtsort unbekannt); † 1956 in Ahlhorn) war ein deutscher Komponist und Dirigent.

## Leben
Wilhelm Zehle begann 1895 ein Musikstudium in Magdeburg. Etwa zeitgleich wurde er dem 2. Königlichen Seebataillon zugeordnet. In dessen Kapelle spielte er die Trompete und das Kornett und wurde mit diesen Instrumenten bald solistisch eingesetzt. 1900 ging die Militärkapelle nach China, Zehle nahm auf diese Weise an der Niederschlagung des Boxeraufstandes teil. Die Kapelle reiste ohne ihren regulären Dirigenten, Friedrich Wöhlbier, Wilhelm Zehle ersetzte ihn. Nach deren Rückkehr spielte Zehle weiterhin die Trompete.
1903 beendete er sein Engagement in der Marinemusik und arbeitete bis 1916 in der Hafenverwaltung von Wilhelmshaven. Die nächsten 40 Jahre verbrachte er in Ahlhorn, erlebte dort den Zusammenbruch des Deutschen Reiches und die Schließung des Zeppelin-Flughafens. Er wurde dadurch arbeitslos, bis er 1920 eine Anstellung als Mitarbeiter bei einer Lokalbahn fand, bei der er bis zu seiner Pensionierung blieb. 
Wilhelm Zehle komponierte weiterhin Märsche, Walzer, Polkas, Rheinländer und Polonaisen, aber bis zum heutigen Tag erhalten geblieben sind vier seiner Märsche: Mit dem Beginn des 20. Jahrhunderts startete der britische Musikverleger Hawkes & Son einen Kompositionswettstreit für Marschmusik. Wilhelm Zehle gewann vier dieser Wettbewerbe: 1900 mit dem Marsch Viscount Nelson, 1901 mit Army and Marine, 1906 mit Wellington, der als sein bester Marsch angesehen wird, und schließlich 1908 mit seinem Marsch Trafalgar.
Als Komponist wird er in den USA, Großbritannien und Australien weiterhin sehr geschätzt, es gibt unzählige Aufnahmen seiner Kompositionen. Im deutschsprachigen Raum ist er weitgehend unbekannt.

## Kompositionen für Blasorchester
- 1895: Viscount Nelson
- 1901: Army and Marine
- 1906: Wellington (auch Wellington's March)
- 1908: Trafalgar
- 1912: Europe United
- 1931: The Sun God
- 1932: Coronel March
- Flaggensalut
- Klänge aus Peking